# World Series of Poker 1994
 (juillet 2025).
La mise en forme du texte ne suit pas les recommandations de Wikipédia : il faut le « wikifier ».
Les points d'amélioration suivants sont les cas les plus fréquents. Le détail des points à revoir est peut-être précisé sur la page de discussion.
- Les titres sont pré-formatés par le logiciel. Ils ne sont ni en capitales, ni en gras.
- Le texte ne doit pas être écrit en capitales (les noms de famille non plus), ni en gras, ni en italique, ni en « petit »…
- Le gras n'est utilisé que pour surligner le titre de l'article dans l'introduction, une seule fois.
- L'italique est rarement utilisé : mots en langue étrangère, titres d'œuvres, noms de bateaux, etc.
- Les citations ne sont pas en italique mais en corps de texte normal. Elles sont entourées par des guillemets français : « et ».
- Les listes à puces sont à éviter, des paragraphes rédigés étant largement préférés. Les tableaux sont à réserver à la présentation de données structurées (résultats, etc.).
- Les appels de note de bas de page (petits chiffres en exposant, introduits par l'outil «  Source ») sont à placer entre la fin de phrase et le point final[comme ça].
- Les liens internes (vers d'autres articles de Wikipédia) sont à choisir avec parcimonie. Créez des liens vers des articles approfondissant le sujet. Les termes génériques sans rapport avec le sujet sont à éviter, ainsi que les répétitions de liens vers un même terme.
- Les liens externes sont à placer uniquement dans une section « Liens externes », à la fin de l'article. Ces liens sont à choisir avec parcimonie suivant les règles définies. Si un lien sert de source à l'article, son insertion dans le texte est à faire par les notes de bas de page.
- La présentation des références doit suivre les conventions bibliographiques. Il est recommandé d'utiliser les modèles {{Ouvrage}}, {{Chapitre}}, {{Article}}, {{Lien web}} et/ou {{Bibliographie}}. Le mode d'édition visuel peut mettre en forme automatiquement les références.
- Insérer une infobox (cadre d'informations à droite) n'est pas obligatoire pour parachever la mise en page.

Pour une aide détaillée, merci de consulter Aide:Wikification.
Si vous pensez que ces points ont été résolus, vous pouvez retirer ce bandeau et améliorer la mise en forme d'un autre article.
Résultats des World Series of Poker 1994.

## Résultats
| Tournoi                                      | Vainqueur        | Prix     | Finaliste          |
| -------------------------------------------- | ---------------- | -------- | ------------------ |
| $1,500 Limit Hold'em                         | Steven Sim       | $289,200 | Charles Brock      |
| $1,500 Seven Card Stud                       | Johnny Chan      | $135,600 | Mansour Matloubi   |
| $1,500 Limit Omaha                           | Brent Carter     | $83,400  | Moxie Ungar        |
| $1,500 Seven Card Stud Hi-Lo Split           | Vince Burgio     | $127,200 | Gary Hutzler       |
| $1,500 Razz                                  | Mike Hart        | $88,800  | Tommy Hufnagle     |
| $1,500 Omaha Hi-Lo Split                     | T. J. Cloutier   | $135,000 | Chris Bjorin       |
| $1,500 No Limit Hold'em                      | George Rodis     | $135,000 | Phil Hellmuth      |
| $1,500 Pot Limit Omaha                       | O'Neil Longson   | $100,800 | J. C. Pearson      |
| $1,500 Pot Limit Hold'em                     | Jay Heimowitz    | $148,200 | Quinton Nixon      |
| $2,500 Omaha Hi-Lo Split                     | J. C. Pearson    | $103,000 | Matthias Rohnacher |
| $5,000 No Limit Deuce to Seven Draw w/Rebuys | Lyle Berman      | $128,250 | Huck Seed          |
| $1,500 Ace to Five Draw                      | J. J. Chun       | $93,000  | Steve Flicker      |
| $2,500 Limit Hold'em                         | Mike Laing       | $212,000 | Fred Lieberman     |
| $2,500 Seven Card Stud                       | Rodney H. Pardey | $132,000 | Alan Boston        |
| $2,500 Pot Limit Omaha w/Rebuys              | Huck Seed        | $167,000 | Lindy Chambers     |
| $2,500 Pot Limit Hold'em                     | T. J. Cloutier   | $163,000 | Travis Dang        |
| $5,000 Seven Card Stud                       | Roger Moore      | $144,000 | Adam Roberts       |
| $2,500 No Limit Hold'em                      | John Heaney      | $220,000 | Hal Kant           |
| $5,000 Limit Hold'em                         | Erik Seidel      | $210,000 | Michael Davis      |
| $1,000 Ladies' Seven Card Stud               | Barbara Enright  | $38,400  | Natalie Ryke       |
| Press Invitational No Limit Hold'em          | Bill Sykes       | $1,000   | Joe Saumarez Smith |

## Table Finale du Main Event
| Place | Nom               | Prix       |
| ----- | ----------------- | ---------- |
| 1er   | Russ Hamilton     | $1,000,000 |
| 2e    | Hugh Vincent      | $588,000   |
| 3e    | John Spadavecchia | $294,000   |
| 4e    | Vince Burgio      | $168,000   |
| 5e    | Al Krux           | $100,800   |
| 6e    | Robert Turner     | $50,400    |